# Robert Sitnik
Robert Sitnik (ur. 1973) – polski przedsiębiorca i polityk, od 2024 wicewojewoda mazowiecki.

## Życiorys
Ukończył ekonomię w Szkole Głównej Gospodarstwa Wiejskiego. W 2007 zajął się prowadzeniem przedsiębiorstwa w branży chłodniczej, później pracował jako zarządca nieruchomości. Angażował się także w działalność społeczną, w tym ekologiczną. Został członkiem Dzielnicowej Komisji Dialogu Społecznego w Warszawie-Woli.
W 2020 zaangażował się w działalność stowarzyszenia oraz partii Polska 2050, objął funkcję szefa regionu mazowieckiego tego ugrupowania. 17 stycznia 2024 powołany na stanowisko pierwszego wicewojewody mazowieckiego, odpowiedzialnego m.in. za rolnictwo, infrastrukturę i sprawy obywatelskie.